# Leeuwenburgh
Leeuwenburgh (ook 'Leeuwenborch') is de naam van een Zuid-Hollands geslacht, dat zijn oorsprong vindt in het midden van de veertiende eeuw.
 Vanaf ten minste de zeventiende eeuw waren zij actief als grondbezitters en graanhandelaren, met name in en rond Heinenoord.

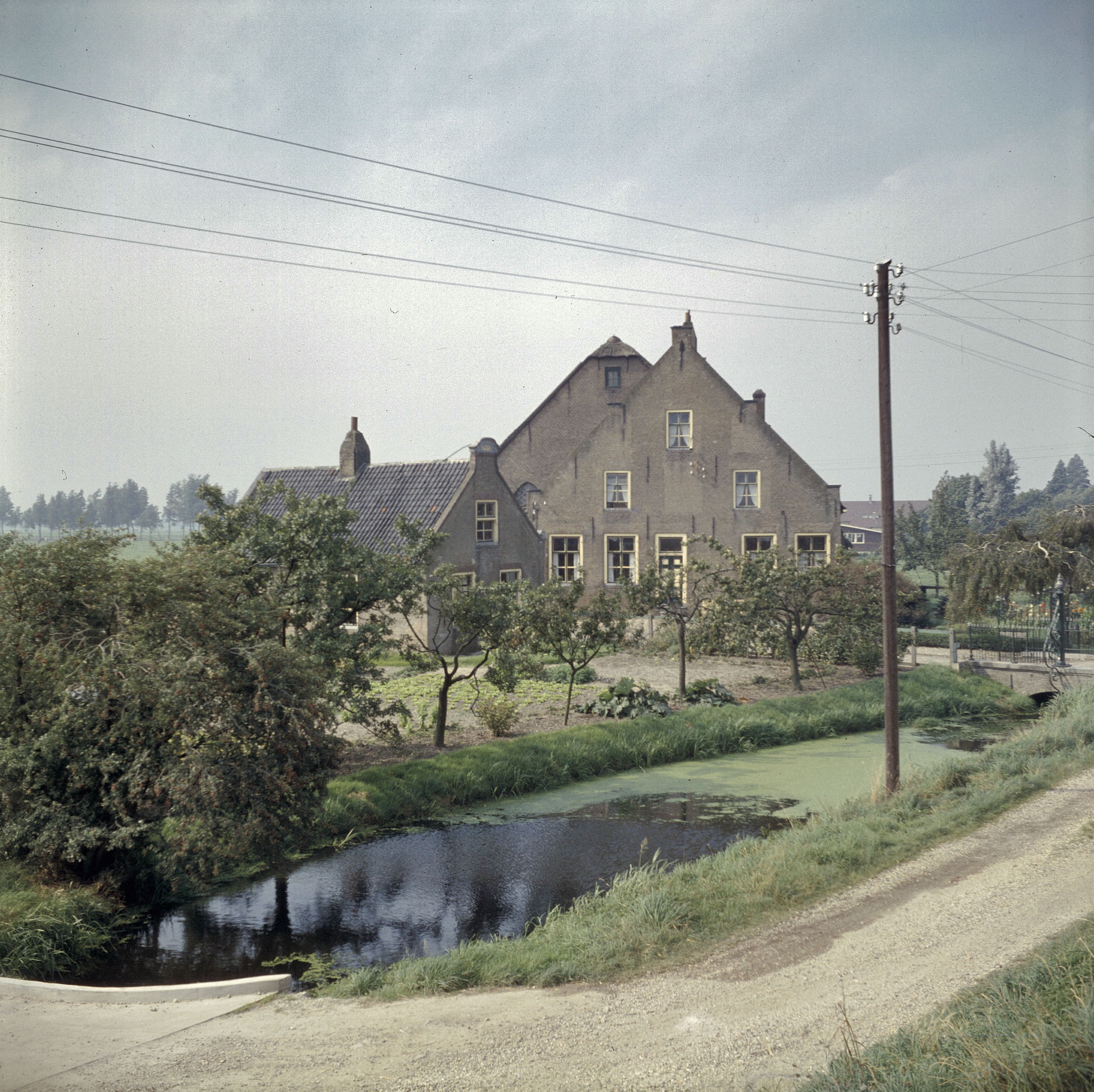
Oost-Leeuwenstein (Heinenoord) met op de voorgrond zomerhuis (1763)